# Ветуно (Фрозиноне)
Ветуно је насеље у Италији у округу Фрозиноне, региону Лацио.
Према процени из 2011. у насељу је живело 150 становника. Насеље се налази на надморској висини од 356 м.